# Liolaemus austromendocinus
Espèce
Statut de conservation UICN

 LC  : Préoccupation mineure
Liolaemus austromendocinus est une espèce de sauriens de la famille des Liolaemidae.

## Répartition
Cette espèce est endémique d'Argentine. Elle se rencontre entre 900 et 2 310 m d'altitude dans les provinces de Mendoza et de Neuquén.

## Description
C'est un saurien vivipare.

## Publication originale
- Cei, 1974 : Revision of the Patagonian Iguanids of the Liolaemus elongatus complex. Journal of Herpetology, vol. 8, p. 219-229.